# Ijuw
Ijuw és un districte de Nauru (república insular d'Oceania situada a la part meridional de l'oceà Pacífic).
Està ubicat al nord-est de l'illa, amb una superfície d'1,1 km² i una població de 180 habitants.